# Sarima sinensis
Sarima sinensis är en insektsart som först beskrevs av Walker 1851.  Sarima sinensis ingår i släktet Sarima och familjen sköldstritar. Inga underarter finns listade i Catalogue of Life.